# Dystrykt Karforh
Dystrykt Karforh – dystrykt w hrabstwie River Gee, we wschodniej części Liberii. 
Położony jest 310 km na wschód od stolicy kraju – Monrovii, oddalony 30 km od siedziby administracyjnej hrabstwa River Gee, miasta Fish Town.  

## Demografia
Według spisu ludności z 2008 roku jednostka liczyła sobie 6 971 mieszkańców. Natomiast według spisu ludności przeprowadzonego w 2022 roku, dystrykt ma populację liczącą 5 256 mieszkańców, co czyni go dziewiątym co do wielkości zaludnienia dystryktem w hrabstwie.
Dane z 2008:
| Opis      | Ogółem | Ogółem | Mężczyźni | Mężczyźni | Kobiety | Kobiety |
| --------- | ------ | ------ | --------- | --------- | ------- | ------- |
| Jednostka | osób   | %      | osób      | %         | osób    | %       |
| Populacja | 6 971  | 100    | 3 595     | 51,6      | 3 376   | 48,4    |

Dane z 2022:
| Opis      | Ogółem | Ogółem | Mężczyźni | Mężczyźni | Kobiety | Kobiety |
| --------- | ------ | ------ | --------- | --------- | ------- | ------- |
| Jednostka | osób   | %      | osób      | %         | osób    | %       |
| Populacja | 5 256  | 100    | 2 772     | 52,7      | 2 534   | 47,3    |

## Sąsiednie dystrykty
Bodae, Chedepo, Gbeapo, Jeadepo, Nanee